# Kim Yong-sŏp
Dans ce nom, le nom de famille, Kim, précède le nom personnel coréen.
Kim Yong-sŏp (en coréen : 김용섭), né le 8 octobre 1931 et mort le 20 octobre 2020, est un historien sud-coréen. Ses travaux dans le domaine de l'histoire économique de la Corée font référence[réf. nécessaire].